# سایت‌های مسیحیان پنهان در منطقه ناگاساکی
سایت‌های مسیحیان پنهان در منطقه ناگاساکی ژاپنی: 長崎と天草地方の潜伏キリシタン関連遺産 حاوی دوازده سایت در استان ناگاساکی و استان کوماموتو در ارتباط با مسیحیت در ژاپن است.